# Модель Дебая
У термодинаміці і фізиці твердого тіла модель Дебая — метод, розвинений Дебаєм в 1912 р. для оцінки фононного внеску до теплоємності твердого тіла. Модель Дебая розглядає коливання кристалічної ґратки як газ квазічастинок (фононів) у ящику, на відміну від моделі Ейнштейна, яка інтерпретує тверде тіло як набір багатьох окремих невзаємодіючих квантових гармонічних осциляторів). Ця модель точніше передбачає залежність теплоємності за низьких температур як такої, що пропорційна {\displaystyle T^{3}} — так званий закон Дебая. У граничному випадку високих температур величина теплоємності за моделлю Дебая збігається з результатом моделі Ейнштейна, прямуючи до {\displaystyle 3R}, відповідно до закону Дюлонга — Пті. Однак за проміжних температур точність моделі Дебая зменшується внаслідок її певних спрощувальних припущень.

## Молярна теплоємність твердого тіла в теорії Дебая
У моделі Дебая враховано, що теплоємність твердого тіла це параметр рівноважного стану термодинамічної системи. Тому хвилі, що збуджуються в твердому тілі елементарними осциляторами, не можуть переносити енергію. Тобто вони є стоячими хвилями [1]. Якщо тверде тіло вибрати у вигляді прямокутного паралелепіпеду з ребрами a, b, c, то умови існування стоячих хвиль можна записати у вигляді: 
n1·λx/2=a; (1)
n2·λy/2=b; (2)
n3·λz/2=c; (3)
(n1, n2, n3 — цілі числа)
Перейдемо до простору, побудованого на хвильових векторах. Оскільки 
K=2π/λ, (4)
то
Kx=2π/λx=π·n1/a; (5)
Ky=2π/λy=π·n2/b; (6)
Kz=2π/λz=π·n3/c   (7)
Таким чином, у твердому тілі можуть існувати осцилятори, з частотами, що змінюються дискретно. Одному осцилятору в К-просторі відповідає комірка з об'ємом
τ=∆Kx·∆Ky·∆Kz={\displaystyle {\frac {\pi ^{3}}{a\cdot b\cdot c}}={\frac {\pi ^{3}}{V}}}, (8)
де
∆Kx=π/a; (9)
∆Ky=π/b; (10)
∆Kz=π/c   (11)
В к-просторі осциляторам з частотами в інтервалі (ω, ω+dω) відповідає один октант сферичного шару з об'ємом
dVk=4πK2dK/8=πK2dK/2 (12)
В цьому об'ємі кількість осциляторів дорівнює
dNk=dVk/τ={\displaystyle {\frac {VK^{2}dK}{2\pi ^{2}}}} (13)
Врахуємо, що кожен осцилятор генерує 3 хвилі: 2 поперечні та одну поздовжню. При цьому 
K||=ω/v||, (14)
K⊥=ω/v⊥ (15) 
Знайдемо внутрішню енергію одного молю твердого тіла {\displaystyle U_{M}}. Для цього обчислимо кількість коливань, що відповідають поздовжнім і поперечним хвилям.
{\displaystyle dN_{k}=dN_{\|}+2dN_{\bot }} (16)
{\displaystyle dN_{\|}={\frac {V}{2\pi ^{2}}}{\frac {\omega ^{2}d\omega }{v_{\|}^{3}}}}      (17)
{\displaystyle dN_{\bot }={\frac {V}{2\pi ^{2}}}{\frac {\omega ^{2}d\omega }{v_{\bot }^{3}}}}     (18)
{\displaystyle dN_{k}={\frac {V}{2\pi ^{2}}}\left({\frac {1}{v_{\|}^{3}}}+{\frac {2}{v_{\bot }^{3}}}\right)\omega ^{2}d\omega =A\omega ^{2}d\omega }  (19)
Тому {\displaystyle U_{M}} дорівнює
{\displaystyle U_{M}=\int _{0}^{\omega _{m}}<\varepsilon >{\frac {V}{2\pi ^{2}}}\left({\frac {1}{v_{\|}^{3}}}+{\frac {2}{v_{\bot }^{3}}}\right)\omega ^{2}d\omega ,}  (20)
де <є> — середня енергія квантового осцилятора (див. Модель теплоємності Ейнштейна).
Коливання у твердому тілі обмежені максимальним значенням частоти {\displaystyle \omega _{m}}. Визначимо граничну частоту з умови:
{\displaystyle N=\int dN_{k}=\int _{0}^{\omega _{m}}A\omega ^{2}d\omega =A{\frac {\omega _{m}^{3}}{3}}=3N_{a}}  (21)
{\displaystyle dN_{k}=9N_{a}{\frac {\omega ^{2}d\omega }{\omega _{m}^{3}}}}     (22)
Звідси:
{\displaystyle U_{M}=\int <\varepsilon >dN_{k}=\int _{0}^{\omega _{m}}\hbar \omega \left({\frac {1}{e^{\frac {\hbar \omega }{K_{B}T}}-1}}+{\frac {1}{2}}\right)9N_{a}{\frac {\omega ^{2}d\omega }{\omega _{m}^{3}}}}   (23)
Кв — постійна Больцмана.
Na — число Авогадро.
В останньому виразі зробимо наступну заміну змінних:
{\displaystyle X={\frac {\hbar \omega }{K_{B}T}}};     (24)
{\displaystyle {\frac {\hbar \omega _{m}}{K_{B}}}=\Theta };       (25)
{\displaystyle X_{m}={\frac {\hbar \omega _{m}}{K_{B}T}}=\Theta /T};    (26)
{\displaystyle {\frac {\omega }{\omega _{m}}}=X{\frac {K_{B}T}{\hbar }}{\frac {\hbar }{K_{B}\Theta }}=X{\frac {T}{\Theta }}=X{\frac {K_{B}T}{\hbar \omega _{m}}}} (27)
Θ — температура Дебая
Тепер для UM отримуємо
{\displaystyle U_{M}=9N_{a}\hbar \int _{0}^{\omega _{m}}\left({\frac {1}{e^{x}-1}}+{\frac {1}{2}}\right){\frac {\omega ^{3}d\omega }{\omega _{m}^{3}}}=9N_{a}\hbar \left({\frac {T}{\theta }}\right)^{3}{\frac {K_{B}T}{\hbar }}\int _{0}^{\frac {\theta }{T}}\left({\frac {1}{e^{x}-1}}+{\frac {1}{2}}\right)x^{3}dx=}
{\displaystyle =9RT\left({\frac {T}{\theta }}\right)^{3}\int _{0}^{\frac {\theta }{T}}({\frac {1}{e^{x}-1}}+{\frac {1}{2}})x^{3}dx=9R\theta \left[{\frac {1}{8}}+\left({\frac {T}{\theta }}\right)^{4}\int _{0}^{\frac {\theta }{T}}{\frac {x^{3}dx}{e^{x}-1}}\right]}     (28)
Нарешті для молярної теплоємності отримуємо
C=dUM/dT=3R{\displaystyle \left[12{\left({\frac {T}{\Theta }}\right)}^{3}\int _{0}^{\Theta /T}{\frac {X^{3}}{e^{X}-1}}dX-{\frac {3\Theta /T}{e^{\Theta /T}-1}}\right]}      (29)
Легко перевірити, що за умови T→∞
C→3R,    (30)
а за умови T→0
C→{\displaystyle {\frac {12R\cdot \pi ^{4}}{5\cdot \Theta ^{3}}}\cdot T^{3}}~T3 (31) 
Таким чином, теорія Дебая відповідає результатам дослідів.

## Інтеграл Бозе-Ейнштейна
Обчислимо для повноти викладу визначений інтеграл [Архівовано 7 серпня 2019 у Wayback Machine.]
{\displaystyle I=\int _{0}^{\infty }{\frac {X^{3}}{e^{X}-1}}dX={\frac {\pi ^{4}}{15}}}   (32)
Позначимо
{\displaystyle I_{n}=\int _{0}^{\infty }{\frac {X^{3}}{e^{nX}}}dX={\frac {6}{n^{4}}}}        (33)
Можна показати, що 
{\displaystyle I-I_{1}=\int _{0}^{\infty }{\frac {X^{3}dX}{e^{2X}-e^{X}}}\approx I_{2}}   (34)
Аналогічно 
{\displaystyle I-I_{1}-I_{2}\approx I_{3}}                   (35)
При збільшенні кількості доданків до нескінченності отримуємо 
{\displaystyle I=\sum _{n=1}^{\infty }I_{n}=6\sum _{n=1}^{\infty }{\frac {1}{n^{4}}}}    (36)
Знайдемо суму ряду з використанням теореми Парсеваля. Для цього розкладемо функцію
{\displaystyle y=x^{2}}      (37)
в ряд Фур'є на інтервалі {\displaystyle (-\pi ,\pi )}. Коефіцієнти розкладу дорівнюють
{\displaystyle a_{0}={\frac {1}{2\pi }}\int _{-\pi }^{\pi }x^{2}dx=\pi ^{2}/3}     (38)
{\displaystyle a_{n}={\frac {1}{2\pi }}\int _{-\pi }^{\pi }x^{2}e^{inx}dx=2(-1)^{n}/n^{2},n\neq 0}    (39)
Таким чином
{\displaystyle a_{0}^{2}=\pi ^{4}/9}     (40)
і
{\displaystyle a_{n}^{2}=4/n^{4},n\neq 0}    (41)
Згідно теореми Парсеваля
{\displaystyle \pi ^{4}/9+8\sum _{n=1}^{\infty }{\frac {1}{n^{4}}}=\sum _{n=-\infty }^{\infty }a_{n}^{2}={\frac {1}{2\pi }}\int _{-\pi }^{\pi }x^{4}dx=\pi ^{4}/5}     (42)
Спрощуючи останній вираз, отримуємо остаточно
{\displaystyle \sum _{n=1}^{\infty }{\frac {1}{n^{4}}}={\frac {\pi ^{4}}{8}}(1/5-1/9)=\pi ^{4}/90}   (43)